# マメナシ
マメナシ（豆梨、学名：Pyrus calleryana Decne.）は、バラ科ナシ亜科ナシ属に分類される落葉高木の1種。別名がイヌナシ、三重県ではイヌナシと呼ばれることが多い。

## 分布
朝鮮半島、中国、ベトナム北部と日本の東海地方に分布している。同様の分布域であるシデコブシ、シラタマホシクサなどとともに東海丘陵要素（周伊勢湾要素）植物と呼ばれている。日当たりのよい湿地や溜め池などの周辺に分布する。
アメリカ合衆国には観賞用及びナシの台木として導入されたが、日本とは逆に広く野生化して問題となっている。

### 三重県の自生地
三重県の桑名市「多度のイヌナシ自生地」は国の天然記念物に指定されている。松阪市岡山町地内の住宅地に自生する「松尾のマメナシ」（樹高9 m、幹回り141.5 cm）は、市の天然記念物に指定されている。四日市市の「東阿倉川イヌナシ自生地」は1922年（大正11年）10月12日に国の天然記念物に指定された。
- 桑名市 - 「多度のイヌナシ自生地」（国の天然記念物）
- 松阪市 - 「松尾のマメナシ」（松阪市指定天然記念物）
- 四日市市 - 「東阿倉川イヌナシ自生地」（国の天然記念物）

### 愛知県の自生地
愛知県には小幡緑地、八竜湿地、尾張旭市の長池などの自生地が点在している。小牧市の「大草のマメナシ自生地」は愛知県の天然記念物に指定されている。西尾市の鶴城公園には、西浅井町鴻ノ巣の雑木林にあったマメナシの木（樹高5.4 m、幹周1 m）が、工業用地開発の際に移植されている。西尾市八ツ面山東の矢作古川岸に自生木がある。知多市金沢字稲荷山32の稲荷神社にある樹高13 mの木（推定樹齢150年以上）は、1988年（昭和53年）3月7日に知多市の天然記念物に指定されている。丹羽郡大口町の天神社に自生する木（1本）は、町の文化財に指定されている。名古屋市昭和区の宝珠院に自生している木（2本）は、「宝珠院（名木イヌナシ）」として名古屋市の天然記念物に指定されている。新城市作手高松字平田にある「赤羽根のイヌナシ」の巨木（樹高16 m、幹回り2.7 m、推定樹齢270年以上）が、1983年（昭和58年）8月1日に南設楽郡作手村（当時）の天然記念物に指定された。（現在は新城市指定天然記念物）
- 尾張旭市 - 長池

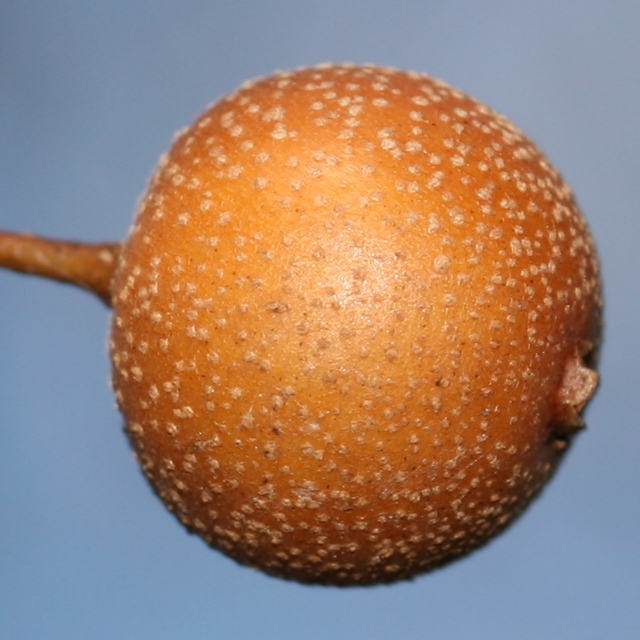
直径1 cmほどの果実で、渋みが強い。

- 瀬戸市　－水南連区に自生・2004年同市教育委員会天然記念物に指定（水南小学校・校内）「せとマメナシ観察会」のボランティアにより手厚く保護されている。

　　　　　　水南小学校では全学年「マメナシ」に関連した出前授業がなされ、実生、育苗などを児童たちは学んでいる。
- 小牧市 - 「大草のマメナシ自生地」（愛知県指定天然記念物）
- 新城市 - 「赤羽根のイヌナシ」（新城市指定天然記念物）
- 知多市 - 稲荷神社（知多市指定天然記念物）
- 名古屋市
  - 小幡緑地
  - 八竜湿地
  - 宝珠院(名木イヌナシ) - 名古屋市指定天然記念物
- 西尾市 - 鶴城公園（移植）、国森のマメナシ（西尾市指定天然記念物）
- 丹羽郡大口町 - 天神社（大口町指定天然記念物）

## 特徴
ナシの原種ではない。木の高さは8-10 mほどになる。
葉は広卵形から卵形または卵状長楕円形で、長さが4-9 cm。直径2.5 cmほどのサクラに似た白い花をつける。開花時期は4月。花は栗の花に例えられる匂いを放つ。果実は黄褐色の直径1 cm程のニホンナシに似た形状で、円形の小さい皮目が多数ある。果実が熟した後は、黒色になり落下することが多い。果実には渋みがあり、美味しいものではない。氷期の遺存植物とされている。東海地方で460程の個体数が確認されていて、46株が最大の群落（多度の自生地）、7株以上の自生地が15箇所、多くの自生地が5株以下、孤立木であることが調査されている。遺伝子の解析等で栽培されているニホンナシと同様に自家受粉ではほとんど結実しないことが確認されていて、自家不和合であると考えられている。
|          |        |                      |                |    |
| 若葉と蕾 | 白い花 | 枝に多数の果実がつく | 果実がつく高木 | 幹 |

## 学名の経緯
1902年（明治35年）に三重県四日市市東阿倉川で、四日市市立高等小学校（現在の四日市市立中部西小学校）に在職していた植松栄次郎らが発見した。その後植物学者の牧野富太郎に鑑定を依頼し、1908年（明治41年）に学名がPyrus dimorphopheylla Makino、和名「マメナシ」、地方名「イヌナシ」の新種として学会で発表された。その後の研究で中国大陸にある種の変種であると考えられて、学名が「Pyrus calleryana Decne. var dimorphopheylla (Makino) Koidz.」に変更された。現在は変種ではなく同一種であるとみなされ、学名は「Pyrus calleryana Decne」となっている。
現在の学名は、本種を中国からヨーロッパへ紹介したイタリア出身のフランスの宣教師ジョゼフ＝マリー・キャルリーにちなむ（英名も"Callery pear"である）。

## 種の保全状況評価
絶滅危惧IB類 (EN)（環境省レッドリスト）
日本では環境省によりレッドリストの絶滅危惧IB類の指定を受けている。総個体数は460程度と推定されている。以下の都道府県で、レッドリストの指定を受けている。
- 絶滅危惧IA類（CR） - 愛知県[6]
- 絶滅危惧IB類（EN） - 三重県[25]。三重県内の生育地は3地点であり、個体数の継続的な減少が予測されることから、2004年（平成16年）5月11日に三重県指定希少野生動植物種に指定された[22]。
- 情報不足（DD） - 岐阜県、長野県[26][6]。岐阜県では養老郡養老町での確認記録がある[27]。

## 多度のイヌナシ自生地

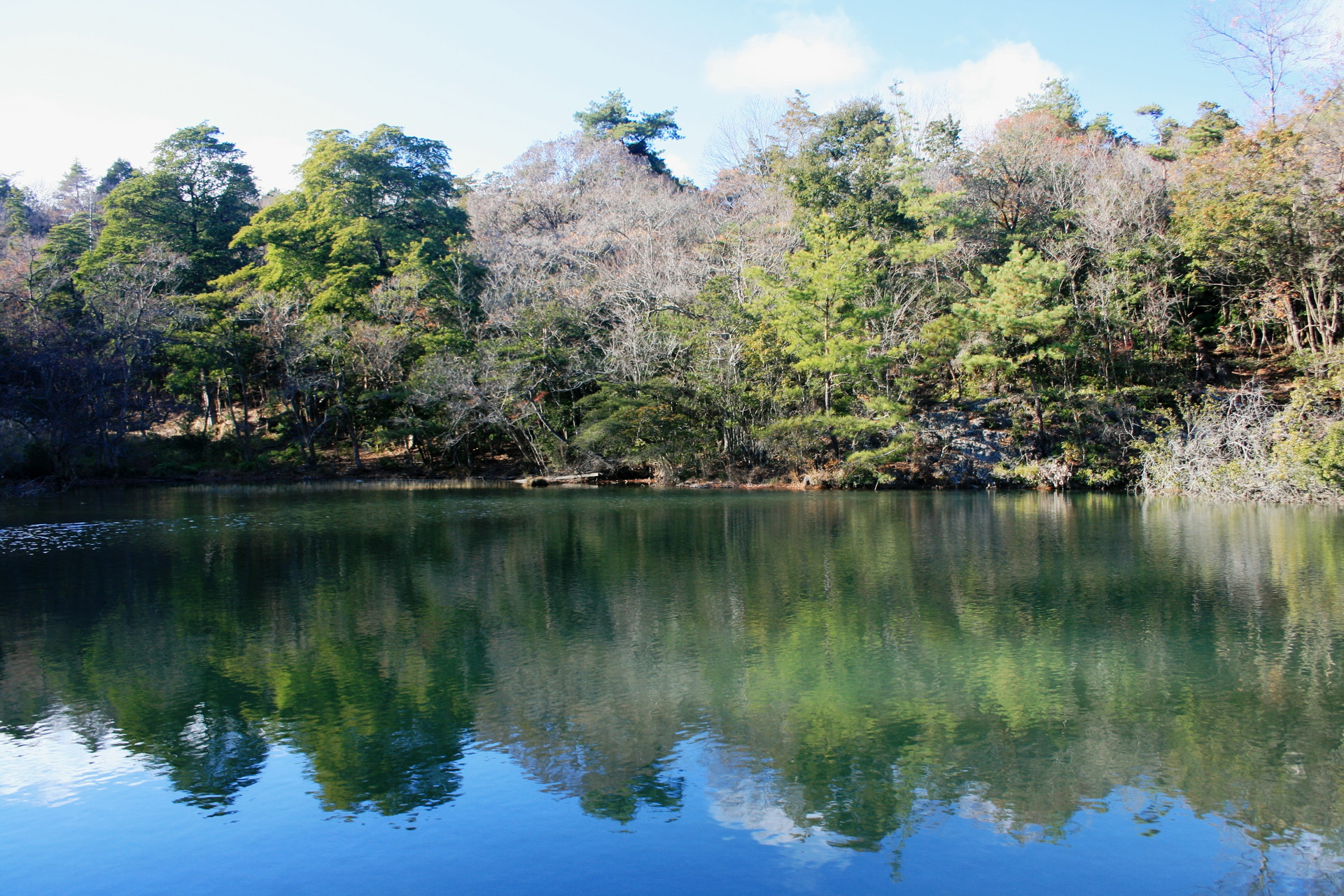
多度山のみどりヶ池、周辺の湿り気のある場所に自生する「多度のイヌナシ自生地」は国の天然記念物

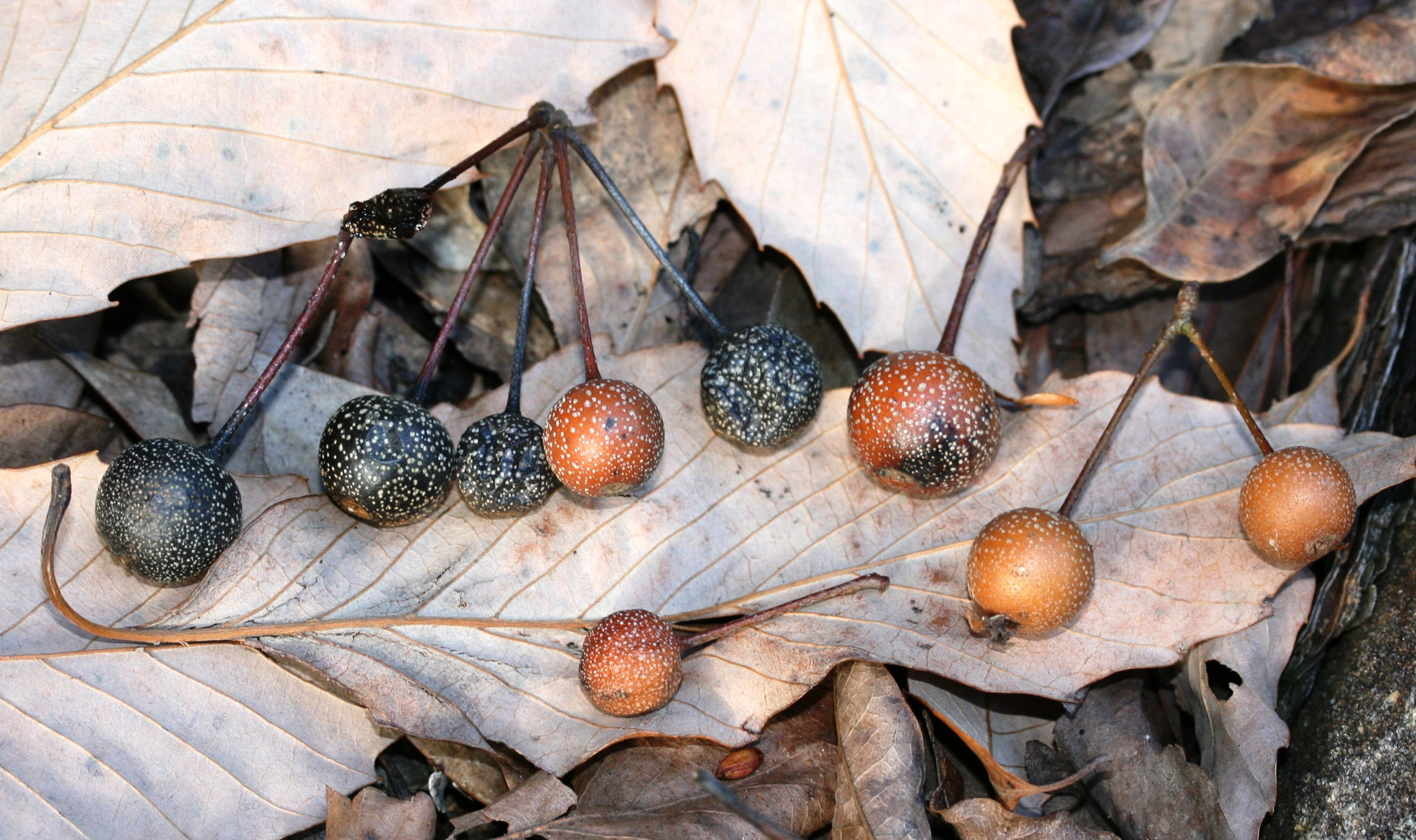
落下した果実。熟した後は黒色になる。多度の自生地では、実生して生育している若い樹が確認されている。

養老山地最南端に位置する多度山の溜め池である「みどりヶ池」の西側の谷筋周辺には、日本最大規模の自生地がある。周辺は水がしみ出す貧栄養湿地となっている。1956年（昭和31年）12月に三重県の天然記念物に指定され、2010年（平成22年）8月5日に国の天然記念物に指定された。2010年8月には約3,182 m2の自生地に46本の成木が確認されている。周辺では落下した実から実生した稚樹が多数生育している。希少な植物を保護するために、木の周囲がロープで囲まれている。4月に白い花が咲き、6月ごろから黄緑色の直径1 cm程の実をつけ、その後実は黄褐色になり、12月頃まで木の枝に成っているのが見られる。三重県自然環境保全条例により、自生地から花や実を持ち出すことは禁止されている。自生地ではカナメモチなどの樹木の侵入の植生遷移により、イヌナシの生育域が狭められてきた。桑名市教育委員会により「イヌナシ自生地保護計画策定委員会」が設置され、地域住民、NPO、行政などが連携して、周辺の間伐などの保全活動が行われている。特定非営利活動法人「多度自然育成の会」が2002年（平成14年）に設立され、イヌナシ自生地の保全活動を行っている。

### 1956年の現地調査
1956年（昭和31年）4月19日に、三重県教育委員会が主体となって現地のイヌナシの調査が行われた。主に松林の下に生えていた。調査の結果から同年12月に三重県の天然記念物に指定された。その後みどりヶ池の東側でキャンプ場の開発が行われ、イヌナシを含む林が伐採されて、1957年（昭和32年）10月30日に指定区域の一部が解除された。
- 点在箇所 - 約30
- 株数 - 100から150株
- 樹の幹の直径 - 6-10.5 cmのものが多く、最大13.5 cm、

### 所在地の環境
三重県の水郷県立自然公園内にある。所在地は三重県桑名市多度町多度字八壺1740番地1の一部で、個人の所有地である。周辺は里山の薪炭林として利用されてきた二次林であり、コナラやソヨゴの樹木などが自生している。イヌナシの林床にはウラジロ、オオミズゴケやホシクサ属のホシクサ（Eriocaulon cinereum）、フユイチゴなどが自生している。みどりヶ池の畔にある木に、モリアオガエルが産卵しているのが確認されている。 

### 遊歩道
多度山のハイキングコース（登山道）の「瀬音のコース」（多度大社から多度川の八壺渓谷を通って多度山に至るルート）の下部から自生地に至る遊歩道が整備されている。自生地には天然記念物の解説板が設置されている。麓の多度大社からみどりヶ池に至る林道がある。

## 大草のマメナシ自生地

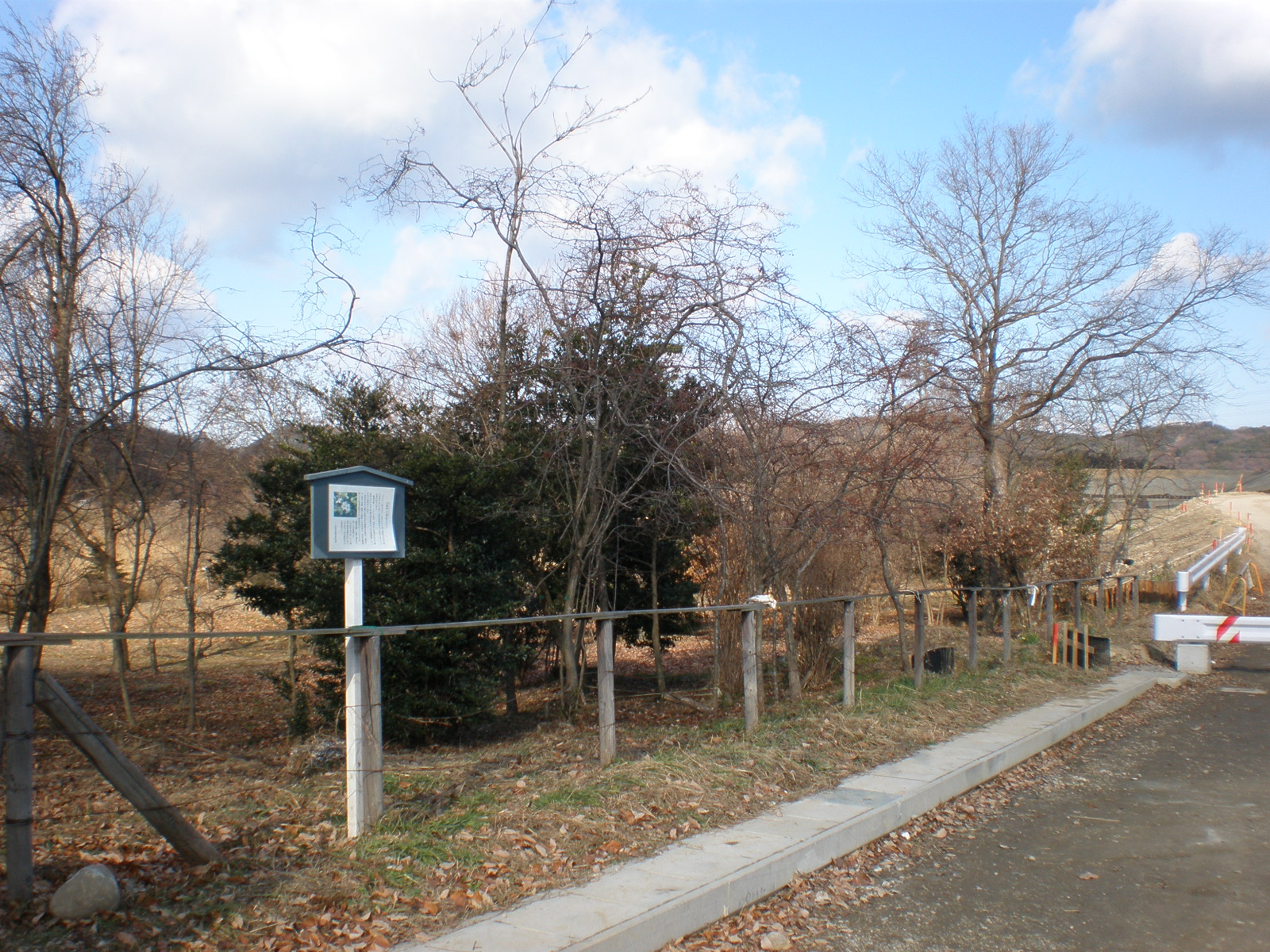
愛知県指定天然記念物「大草のマメナシ自生地」

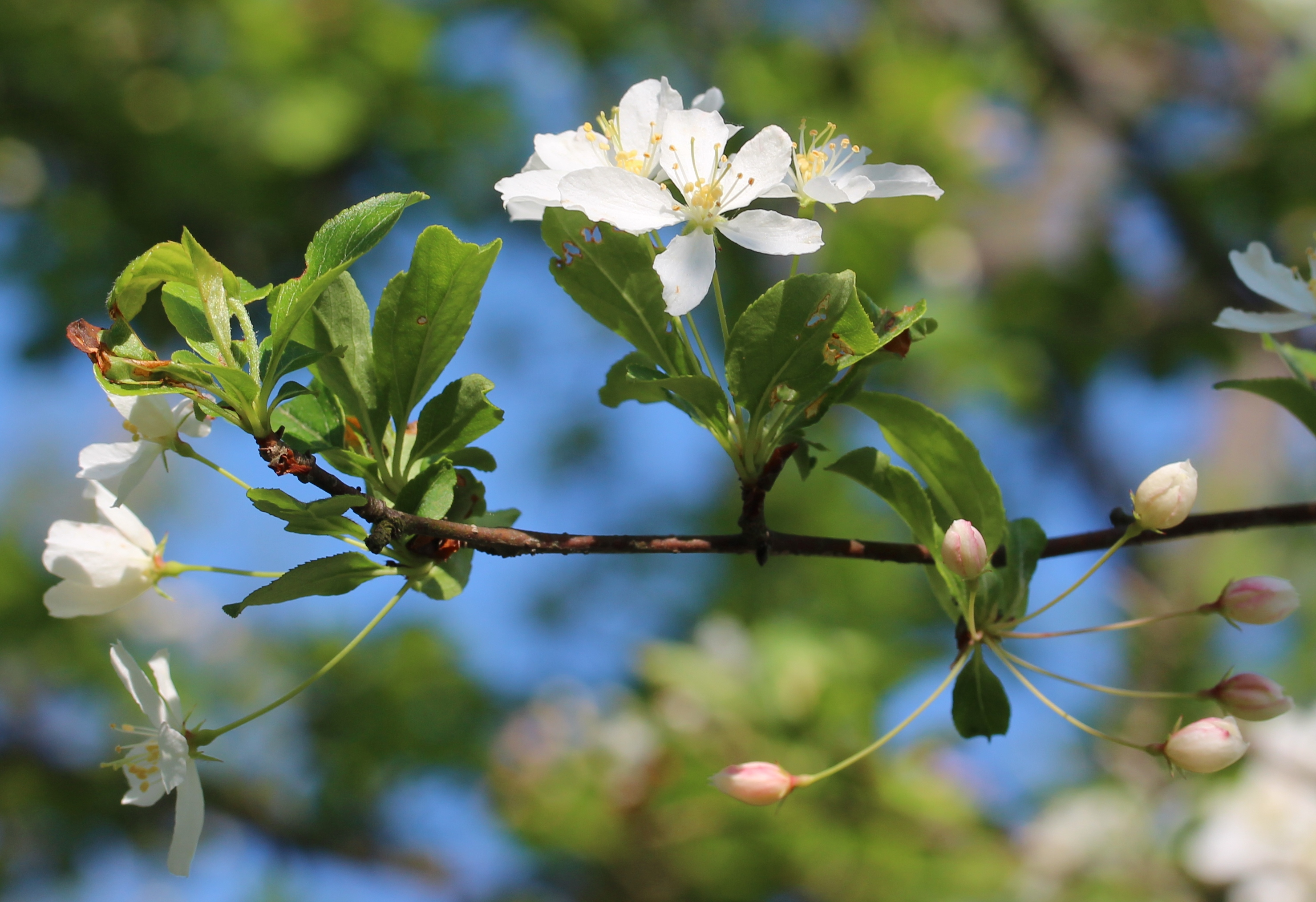
大草のマメナシ自生地の花

愛知県小牧市大字大草字太良1番の一部外の太良上池東畔のマメナシ自生地が、2011年（平成23年）8月26日に『大草のマメナシ自生地』として愛知県の天然記念物に指定された。20本ほどが自生している県内最大規模の自生地である。

### 所在地の環境
桃花台ニュータウンの東に位置し、北西1 km程には中央自動車道が通り、北に市民四季の森がある。1999年（平成11年）にこの自生地が確認された当時は、高木やササなどに覆われた湿地状の雑木林であった。小牧市では数箇所のマメナシの自生地が確認されていたが、現在はこの太良池部のみとなっている。太良上池と太良下池との間には水田があり、太良上池の南に愛知文教大学がある。農地、宅地、雑木林が点在する太良池の丘稜地では工場団地の造成が行われ、東側にはsantecとオムロン小牧車載事業所などの工場がある。自生地の近くにある太良上池の自生地ではヤブなどが刈り払われ、コナラな木などともに生育しやすい環境に保全されている。太良上池の南岸堤防にあった一本のマメナシの木は誤って伐採されたが、その後切り株の根元からの蘖（ひこばえ）があり生育中である。その土手にはサクラの木が植樹されている。
自生地の近くにある小牧市立光ヶ丘中学校の校庭に、2010年2月6日に苗木が植樹された。

## サバイバー・ツリー
ワールドトレードセンター第5ビル（5 WTC）前に植えられていたマメナシの木は「サバイバー・ツリー」と名付けられている。このマメナシの木は1970年代に鉢に入れて植えられてから、2001年のアメリカ同時多発テロ事件（9.11）後、火災で崩壊したツインタワービルの瓦礫の下から、灰にまみれて高さ2.5 mに折れてしまった幹と数本の折れかけた枝に成り果てた姿で発見されたことで世界から注目を集めたもので、保護のためブロンクスにあるニューヨーク市立公園の育苗所に植え替えられて大切に育てられた。しかし、2010年春に防風雨で倒木する大きな被害を受けたが、これも奇跡的にも回復した。2007年にこの木を元にあった位置に戻される決定がなされると、2010年12月22日にツインタワービル跡地近くに植え替えられた。テロの記憶が風化しないように、あえて切断面が見えるように植えられている。